# Bohyniwka
Bohyniwka (ukrainisch Богинівка; russisch Богиновка Boginowka) ist ein Dorf im Nordosten der ukrainischen Oblast Dnipropetrowsk mit etwa 1700 Einwohnern.
Das Dorf wurde 1920 durch Einwanderer aus Petropawliwka gegründet und liegt am Ostufer der Samara, 64 Kilometer nordöstlich der Rajonshauptstadt Synelnykowe und 100 Kilometer östlich der Oblasthauptstadt Dnipro, das ehemalige Rajonszentrum Petropawliwka befindet sich 6 Kilometer südöstlich.
Bis zum 12. Mai 2016 trug der Ort den ukrainischen Namen Brahyniwka (Брагинівка), dieser wurde im Zuge der Dekommunisierung in der Ukraine auf den heutigen abgeändert.

## Verwaltungsgliederung
Am 12. Juni 2020 wurde das Dorf zum Zentrum der neugegründeten Landgemeinde Brahyniwka (Брагинівська сільська громада/Brahyniwska silska hromada). Zu dieser zählen auch die 17 in der untenstehenden Tabelle aufgelisteten Dörfer, bis dahin bildete es zusammen mit den Dörfern Bohdano-Werbky, Nowowerbske, Oleksandriwka, Schewtschenka, Selenyj Haj und Sonzewe die gleichnamige Landratsgemeinde Brahyniwka (Брагинівська сільська рада/Brahyniwska silska rada) im Westen des Rajons Petropawliwka.
Am 17. Juli 2020 kam es im Zuge einer großen Rajonsreform zum Anschluss des Rajonsgebietes an den Rajon Synelnykowe.
Folgende Orte sind neben dem Hauptort Bohyniwka Teil der Gemeinde:
| Name                     | Name            | Name                            |
| ukrainisch transkribiert | ukrainisch      | russisch                        |
| ------------------------ | --------------- | ------------------------------- |
| Chorosche                | Хороше          | Хорошее (Choroscheje)           |
| Bohdano-Werbky           | Богдано-Вербки  | Богдано-Вербки (Bogdano-Werbki) |
| Dobrynka                 | Добринька       | Добринька (Dobrinka)            |
| Kochaniwka               | Коханівка       | Кохановка (Kochanowka)          |
| Nowodmytriwka            | Новодмитрівка   | Новодмитровка (Nowodmitrowka)   |
| Nowowerbske              | Нововербське    | Нововербское (Nowowerbskoje)    |
| Oserne                   | Озерне          | Озёрное (Osjornoje)             |
| Oleksandriwka            | Олександрівка   | Александровка (Aleksandrowka)   |
| Oleksandropil            | Олександропіль  | Александрополь (Aleksandropol)  |
| Ossadtsche               | Осадче          | Осадчее (Ossadtscheje)          |
| Schewtschenka            | Шевченка        | Шевченко (Schewtschenko)        |
| Selenyj Haj              | Зелений Гай     | Зелёный Гай (Seljony Gai)       |
| Sonzewe                  | Сонцеве         | Солнцево (Solnzewo)             |
| Staryj Kolodjas          | Старий Колодязь | Старый Колодец (Stary Kolodez)  |
| Towste                   | Товсте          | Толстое (Tolstoje)              |
| Uspeniwka                | Успенівка       | Успеновка (Uspenowka)           |
| Wodjane                  | Водяне          | Водяное (Wodjanoje)             |